# Olof Eric Roselius

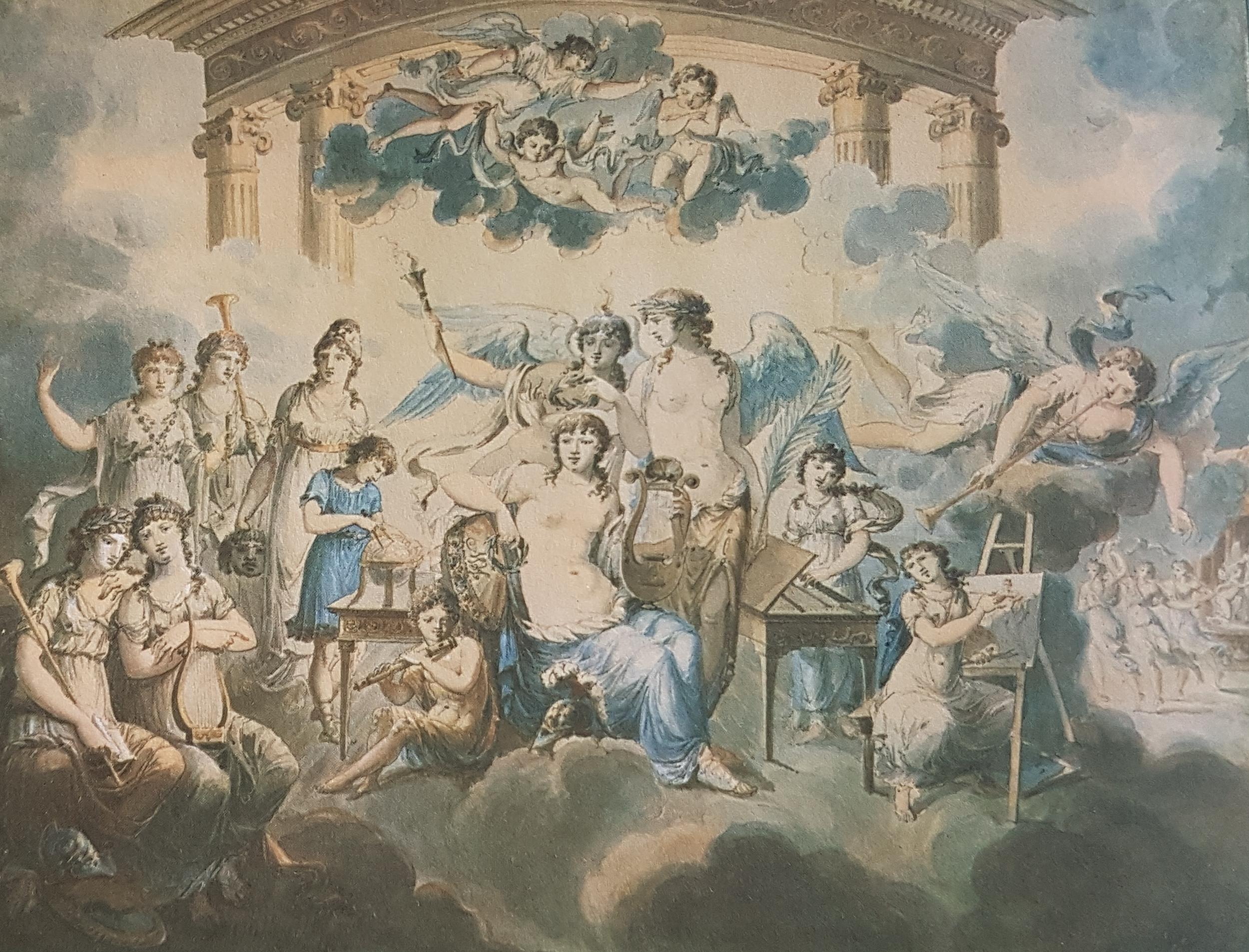

Olof Eric Roselius, född 30 mars 1778 i Söderfors, Uppsala län, död 7 april 1831 i Uppsala, var en svensk ritmästare, konduktör och konstnär.
Han var son till skolmästaren och brukspredikanten Jonas Roselius och Christina Engberg och från 1809 gift med Maria Kristina Rosenblad. Man vet mycket litet om Roselius utbildning men man vet att han medverkade i Konstakademiens konstutställningar 1797–1802 och 1804 med oljemålningar som till en stor del bestod av kopior av andra mästares verk och tuschlaveringar. Han var från 1806 anställd som akademiritmästare vid Uppsala universitet. En av hans elever, Uno Angerstein, lämnade omdömet om Roselius i ett brev flera år efter att han avslutat sina studier i Uppsala: "Som student vid Uppsala universitet tecknade jag för akademiritmästaren Roselius, en klen konstnär, för vilken det mera skojades än ritades". Av de efterlämnade teckningarna som förvaras i Uppsala universitetsbibliotek kan man inte heller spåra någon större konstnärlig begåvning. Under sin tid i Uppsala utförde han ett par oljemålningar som senare kom att litograferas av Carl von Schéele och på 1840-talet använde Carolina Sjöman från Åbo en av dessa målningar som förlaga till en akvarellerad pennteckning. För Norra Råda kyrka i Värmland utförde han en altartavla föreställande Bebådelsen. Roselius finns förutom i Uppsala universitetsbibliotek representerad med oljemålningen Amorin vid Norrköpings konstmuseum samt med ett mytologiskt motiv i akvarell vid Nationalmuseum i Stockholm.